# Dawson Springs (Kentucky)
Pour les articles homonymes, voir Dawson Springs.
Dawson Springs est une ville américaine située dans les comtés de Hopkins et de Caldwell, dans le Kentucky. Selon le recensement de 2020, sa population est de 2 452 habitants.